# Evangelische Kirche Rhynern

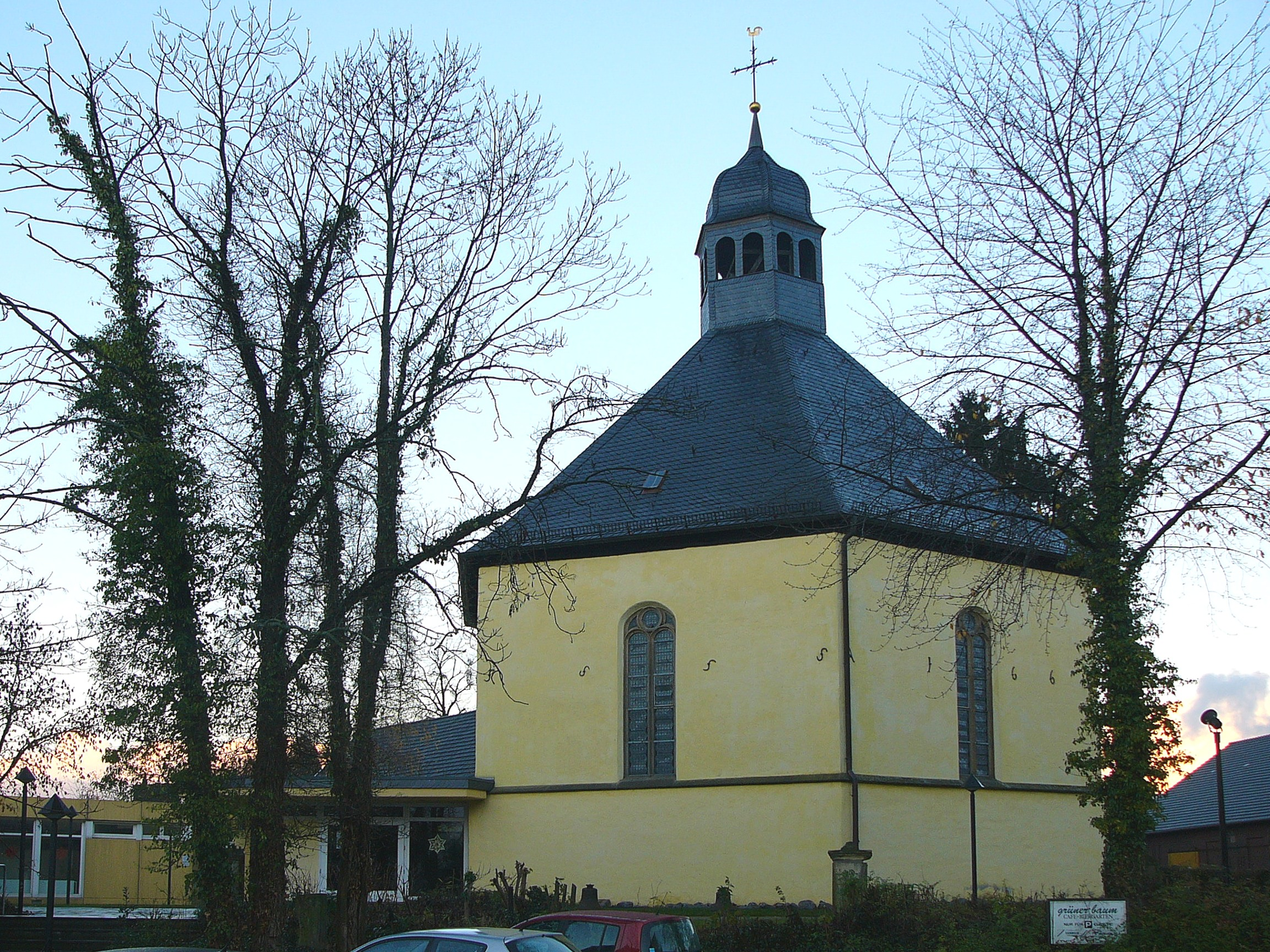
Evangelische Kirche in Rhynern

Die evangelische Pfarrkirche ist ein denkmalgeschütztes Kirchengebäude in Rhynern, einem Stadtbezirk der kreisfreien Stadt Hamm in Nordrhein-Westfalen.
Der einfache kleine Sechseckbau wurde von 1665 bis 1667 errichtet. Er hat ein Pyramidendach. Die Wände sind mit zweiteiligen Rundbogenfenstern gegliedert. Die Flachdecke im Inneren wird von einer hölzernen Mittelstütze getragen. Die Altarwand und die Kanzel stammen aus der zweiten Hälfte des 18. Jahrhunderts. Die Orgel wurde 1699 von Johann Georg Alberti gebaut. Der Orgelprospekt gilt als außergewöhnlich schön.